# Laurence Langen
Laurence Langen (Genk, 7 april 1994) werd verkozen tot Miss België 2014. Ze is de vijfde Miss België sinds 1968 die uit de provincie Limburg komt.
Laurence studeerde rechten aan de Universiteit Antwerpen.
- Gemeinsame Normdatei: 1165896141
- Virtual International Authority File: 4756153596641451900008